# 陶努斯山区施泰因巴赫
陶努斯山区施泰因巴赫（德語：Steinbach (Taunus)），简称施泰因巴赫（德語：Steinbach，發音：[ˈʃtaɪnbax] ⓘ），是德国黑森州达姆施塔特行政区上陶努斯县的城市，面积4.4平方千米，2023年12月31日人口为10,869人。